# Silene pendula
Silene pendula è una specie di pianta del genere Silene, originaria dell'Italia, della Grecia e della Turchia e introdotta in località sparse in Nord America, Sud America, Africa, Europa e Asia. Di dimensioni comprese tra i 15 e i 45 cm può avere un portamento erbaceo o perenne. Uno studio del 2020 ha dimostrato con certezza che, nonostante le somiglianze morfologiche, la Silene cisplatensis non è sinonimo di Silene pendula.